# Tars (Turquia)

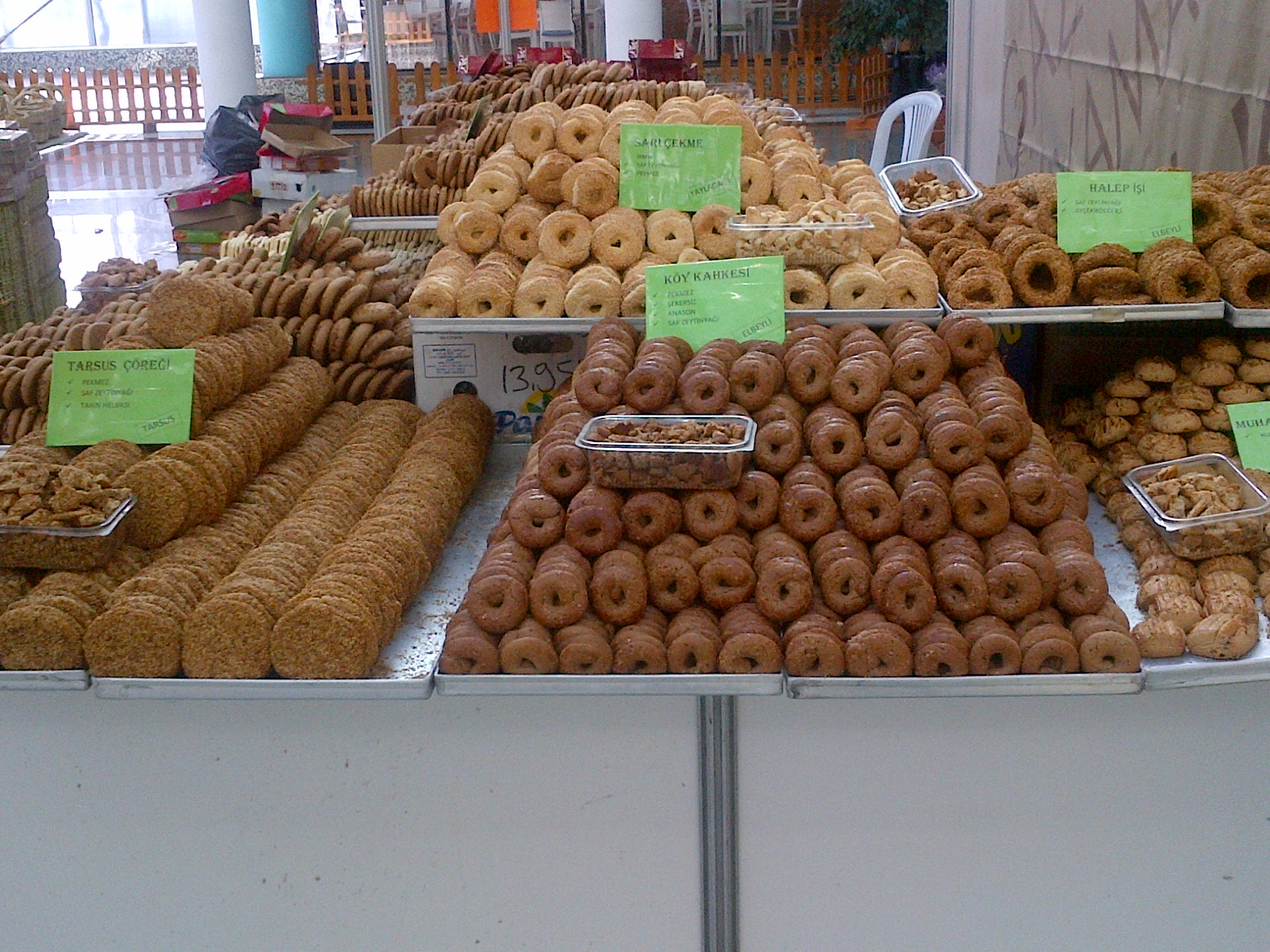
Tarsus çöreği (çörek de Tarsus)

Tars (turc: Tarsus; llatí: Tarsus; grec antic: Ταρσός, Tarsos; hitita: Tarsa), de vegades anomenada Tarsi (Ταρσοί), Tersus (Τερσός) o Tharsos (Θαρσός) per distingir-la d'altres amb el mateix nom, és una ciutat turca de la província de Mersin, de la qual és un dels districtes, i que forma part de l'àrea metropolitana d'Adana-Mersin. La seva població, el 2010, era de 238.276 habitants segons l'Institut d'Estadística turc. El districte tenia, el mateix any, 342.601 habitants.

## Història

### Època grega i hel·lenística
Se suposa d'origen assiri i es creu que la podia haver fundat el rei Sardanàpal, però els grecs la van colonitzar molt aviat, colonització que Estrabó atribueix a Argives i Triptòlem.
Va ser la ciutat principal de Cilícia, i un dels llocs més importants de tota l'Àsia menor, situada en una fèrtil plana a ambdós costats del riu Cidnos i propera (a uns 70 estadis) d'una llacuna anomenada Rhegma que estava connectada amb el mar i que s'utilitzava com a port de la ciutat, ja que el riu era navegable fins a Tars. Es trobava en un creuament de camins i estava i està a 20 km de la mar.
L'Anàbasi de Xenofont en parla: la descriu com una ciutat important situada al peu dels passos que travessaven les muntanyes del Taure i que portaven cap a Capadòcia i Licaònia. Diu també que era la residència del sàtrapa Siennesis III rei de Cilícia però sotmès a Pèrsia, que hi tenia un palau. La ciutat es va mostrar poc desitjosa d'ajudar el rei Cir contra son germà Artaxerxes, i els soldats, furiosos per les pèrdues que havia tingut un destacament enviat a les muntanyes, la van saquejar. Cir i Siennesis van fer un acord pel qual el rei va estar vint dies a la ciutat i després la va evacuar.
Quan Alexandre el Gran va arribar a la ciutat l'any 331 aC el sàtrapa ja havia fugit, i Tars es va rendir sense lluita. Alexandre va patir allí unes febres que va agafar al banyar-se al Cydnus. Per un temps va estar sota el domini dels Ptolomeus d'Egipte, i al segle iii aC era una possessió de l'Imperi Selèucida, junt amb Cilícia. Al segle i la ciutat encara era dels selèucides però Pompeu va convertir tota la Cilícia en província romana.

### Època romana
A la guerra civil entre Pompeu i Juli Cèsar la ciutat es va decantar cap al partit de Cèsar, que la va visitar, i llavors la ciutat va agafar el nom de Juliòpolis. Més tard Cassi va ordenar el saqueig de la ciutat perquè s'havia mantingut lleial a Cèsar però Marc Antoni li va donar la llibertat com a municipi i la va declarar exempta de taxes. A Tars la reina Cleòpatra, vestida d'Afrodita, va visitar Marc Antoni. En temps d'August era una ciutat lliure. Es va establir com una de les bases principals de les lluites contra els parts i els emperadors Tàcit, Florià, Maximí i Julià l'Apòstata van morir a Tars, on Julià a més hi va ser enterrat.

### Edat mitjana
Al segle vii, en data desconeguda, va caure en mans dels àrabs. El control de la ciutat va oscil·lar entre grecs i àrabs durant anys. El 646 Muàwiya ibn Abi-Sufyan, governador de Síria i després califa, va fer una incursió fins a Amòrion i, com que la zona de Tars i Antioquia estava lliure, hi va establir guarnicions. Però posteriorment va tornar a canviar de mans probablement més d'una vegada. El 712 al-Abbàs ibn Abd-al-Màlik va fer un raid a la zona i va ocupar Tars. Durant uns anys, primer sota els omeies i després sota els abbàssides, va restar en mans dels musulmans i va ser una de les bases dels ghazis o lluitadors de la fe. La fortalesa estava a l'extrem occidental d'un arc de fortaleses que s'iniciava a Malatya i s'estenia cap al sud-oest. El 778/779 el comandant al-Hàssan ibn Qàhtaba at-Taí, que havia reconstruït al-Hàrith, va ser l'encarregat d'arranjar Tars, que estava destruïda; aquestes obres no es van acabar fins al temps d'Harun ar-Raixid, quan Fàraj ibn Sulaym va concloure la reconstrucció.
A final del segle els grecs la van reconquerir, encara que la data exacta és desconeguda, però segurament va ser entre l'any 790 i el 805. L'Imperi Romà d'Orient la va conservar durant uns quants anys, aprofitant la guerra civil al califat islàmic. L'any 830 al-Mamun va penetrar a Capadòcia a través de Tars, ciutat que va utilitzar com a base per la seva expedició del 833. Aquell mateix any hi va ser enterrat. Durant els decennis següents la vila va estar controlada pels abbàssides i la ciutat va tenir un alfaquí i un cadi. El 878 o potser el 879 la va atacar Àhmad ibn Tulun d'Egipte que la volia com a base per operacions contra els cristians però la guarnició manada per l'eunuc Yuzman, lleial al califa al-Mútamid, el va rebutjar. Després el califa va reconèixer com a governador de Síria al tulúnida Khumàrawayh ibn Àhmad, i Tars va passar al seu poder; a la seva mort el 896 va tornar a mans del califat. El romà d'Orient Andrònic va envair la regió els anys 904 i 905, va derrotar les guarnicions de Tars i Massisa i va destruir Kurus. L'armeni Mleh (Malih) va ocupar Maraix l'any 916 i es van emportar 50.000 presoners de la ciutat i de Tars. El 921/922 el governador califal Thamal ad-Dulafí va dirigir des de Tars una expedició contra Egipte per rebutjar un atac dels fatimites d'Ifríqiya, i el 924 va intentar una aliança amb els búlgars per fer operacions conjuntes contra els romans d'Orient. El 942 Síria es va assignar als ikhxídides, govern que va incloure la zona fronterera amb Tars, però el 946 va ser conquerida per l'hamdànida Sayf-ad-Dawla.
El poder romà d'Orient estava augmentant. El 950 l'hamdànida Sayf-ad-Dawla va fer una expedició a Anatòlia en la qual hi van participar 4.000 homes de Tars, i que va acabar en desastre. L'estrateg romà d'Orient Basili Gezamilites va aconseguir una victòria total sobre la flota de l'emir que havia salpat de Tars per atacar les costes romanes d'Orient. Els romans d'Orient la van reconquerir finalment sota Nicèfor Focas i el domèstic Joan Tsimiscés (després emperador Joan I Tsimiscés) el 16 d'agost del 965 (junt amb Mopsuèstia i Adana); el governador hamdànida, que havia demanat ajut al califa, i a Egipte, es va rendir a canvi de salvar vida, amb l'acord de que cada musulmà podria marxar i emportar-se tot el que volgués i pogués incloent les armes, però hauria de deixar la resta de les propietats. Molts habitants es van fer cristians i es va enderrocar la mesquita que es va transformar en uns estables imperials.
Es va mantenir en mans dels romans d'Orient nominalment fins al 1097, però després del 1071 gairebé l'havien abandonat i el 1072 va passar a Filàret Bracami que la va perdre cap als anys 1084/1087 a mans dels seljúcides. Fins cap a l'any 1085 Tars apareix en mans d'aquest Filàret, que se suposa que tenia el títol de curopalata (de sebast, segons Miquel el Sirià) i posseïa les terres de Tars a Malatya, Urfa i Antioquia de l'Orontes, però en els cinc anys següents els seljúcides van ocupar Tars, Mopsuèstia, Ayn Zarba i altres poblacions de Cilícia. L'estiu de 1097 Tars els croats (Balduí de Boulogne que s'havia barallat amb l'altre cap croat, Tancred de Galilea) van ocupar Tars.
El general romà d'Orient Tatikios, que anava amb l'exèrcit dels croats per prendre possessió de les conquestes d'aquests en nom de l'emperador tal com s'havia pactat, va abandonar a Tancred el febrer del 1098 i va cedir a Bohemon de Tàrent les ciutats de Tursol (Tars), Mamistra (Mopsuèstia) i Addena (Adana) de les que Bohemon no se'n va fer càrrec fins a l'agost, quan el croat va entrar a Tars, Ayn Zarba i al-Massisa. Però per les negociacions que van seguir les viles van retornar a l'Imperi Romà d'Orient. Tancred de Galilea va ocupar Tars l'any 1101 però el 1103 va haver d'entregar Tars, Mopsuèstia, Adana i Ayn Zarba, a Bohemon I d'Antioquia que havia tornat del seu captiveri a mans de l'emir Danishmend. El 1104 el general romà d'Orient Monastras es va apoderar de Longinias (Ayn Zarba o al costat), Tars, Adana i «Mamista» (error per Mopsuèstia/Mamistra). El 1107 Tancred de Galilea la va conquerir als romans d'Orient. El tractat entre l'emperador Aleix I Comnè i Bohemon I d'Antioquia el setembre de 1108 va acordar finalment que la ciutat fos possessió del príncep d'Antioquia.
Lleó I d'Armènia Menor cap a l'any 1132 va conquerir Mamistra (Missis i Mopsuèstia), Adana i Tars, és a dir les tres principals ciutats de la plana de Cilícia. L'emperador Joan II Comnè, es va venjar de Lleó I, que havia maltractat a Isaac Comnè, germà de Joan II) i va enviar un contingent que va ocupar Tars, Adana i Mopsuèstia i va fer presoner a Lleó I, la seva dona, i els seus fills, que van ser portats presoners a Constantinoble on el rei degué morir. Joan II va donar el govern de Cilícia a Coloman, fill de Boris i net del rei Coloman d'Hongria. Els romans d'Orient van conservar Tars durant 14 anys. El 1151 va ser reconquerida per Toros II, fill de Lleó I. Després d'una incursió de Toros a l'illa romana d'Orient de Xipre on es van produir fets de gran crueltat, l'emperador Manuel I Comnè va decidir que ja n'hi havia prou, i per posar fi al domini armeni i venjar l'expedició a Xipre, va portar un fort exèrcit a Cilícia que va ocupar Anazarbe, Tars i després tota la regió. Toros es va refugiar a les fortaleses muntanyoses de l'Antitaure i es va establir a Dajikikar. El rei Balduí III de Jerusalem va fer una mediació i finalment es va arranjar una pau per la qual Toros podia conservar les fortaleses de muntanya en feu de Constantinoble; els romans d'Orient restaven amos de les planes i de les principals ciutats. La guerra es va reprendre el 1162. Toros va reconquerir Vahka i Anazarbe, però per por de provocar un enfrontament general amb els romans d'Orient va signar un tractat de pau amb l'imperi el 1163. El 7 de febrer de 1165 el governador romà d'Orient de Tars, Andrònic Euforbè, va convidar a un banquet el generalíssim armeni Esteve, i el va assassinar en revenja per les expedicions contra els romans d'Orient o contra territori romà d'Orient, que havia fet entre 1158 i 1163. Toros va respondre amb una matança general de romans d'Orient als seus dominis. La guerra semblava inevitable, però es va evitar pels esforços diplomàtics del rei Amalric I de Jerusalem. Després de l'abdicació de Toros va pujar al tron el seu fill Rupen II (1168) però a la mort del pare en un monestir, Mleh, germà de Rupen, es va apoderar del tron. Mleh va canviar totes les aliances i va buscar el suport dels estats musulmans. El 1173 era prou fort per assaltar d'un sol cop les tres principals ciutats romanes d'Orient: Adana, Mamistra i Tars, que van ser ocupades. L'estat armeni tornava a format un conjunt territorial complet.
Tars va formar part del regne d'Armènia Menor des de l'any 1173 al 1359. El 1275 va patir un atac de Bàybars I d'Egipte. El 1359 va ser ocupada junt amb Adana pels mamelucs, en el regnat d'al-Màlik an-Nàssir Badr-ad-Din Abu-l-Maali Hàssan ibn an-Nàssir Muhàmmad (1354-1361). Els mamelucs no van poder conservar Cilícia doncs les tribus turcmanes (i dins d'aquestes el clan dels ramazànides i els karamànides) van aprofitar per instal·lar-se a la regió. Ramazan fundador de la dinastia dels ramazànides, aliada dels mamelucs, és esmentat des del 1353, quan es va instal·lar a Elbistan; Ramazan va morir el 1378 i el va succeir seu fill Sârimeddin. al que el 1383 va succeir el seu fill 1383 Şihabeddin Ahmed. Ghiyath al-Din Mehmed Beg beg de la dinastia dels karamànides, que havia estat eliminat pels otomans el 1397 però restaurat per Tamerlà l'any 1402 (junt amb el seu germà Ali) a Laranda de Licaònia, Konya i les altres viles que havien estat del seu pare, i a més a Kayseri, Kir Shehir i Sivri Hisar, va començar una expansió i es va apoderar dels territoris de l'antic beylik de Hamit-oğhlu i en els següents anys va aprofitar la feblesa del sultà mameluc Fàraj (1405-1412) i li va arrabassar Tars, Kara Hisar (Afyonkara Hisar) i Kütahya; però després d'altres èxits, el 1415 va caure presoner dels otomans i va ser portat a la cort de Bursa, on va salvar la vida i el tron signant un document pel que s'obligava a no tornar a fer mai més la guerra. Després va poder retornar a Laranda. En aquest moment (1415) després d'un setge de set mesos, el ramazànida Ahmed va ocupar Tars als karamànides. Va estendre el seu domini a les ciutats de Sis (actualment Kozan) i a Ayas. La dinastia va governar la plana cilícia fins al 1608 quan el seu territori va ser annexionat pels otomans.

### Època otomana
La ciutat va subsistir i sota els otomans es deia Tersoos i formava part de l'eyalat d'Alep on el 1608 va formar un sandjak, i després es va convertir en sandjak de l'eyalat d'Adana, abans de ser un kada del sandjak d'Adana el 1867. A finals del segle xix era una vila gairebé en ruïnes rodejada de maresmes on proliferava el paludisme.
El desembre de 1918 les tropes franceses la van ocupar. Quatre batallons de la Legió Armènia Francesa establerts a Adana van supervisar la repatriació dels refugiats armenis. Els musulmans van atacar diverses vegades als francesos, tant els partidaris de Mustafà Kemal com els contraris a aquest; la Legió Armènia va acabar llicenciada, la repatriació aturada i la reclamació francesa sobre Cilícia (que França esperava que seria unida al mandat de Síria) abandonada. El tractat d'Ankara de 20 d'octubre de 1921 entre França i la Gran Assemblea Nacional Turca, reconeixia la possessió de Cilícia als turcs, i les tropes franceses i voluntaris armenis es van retirar el 5 de gener de 1922.
Les maresmes van ser assecades sota la república i la ciutat es va anar poblant i va formar un centre comercial pròsper de la província d'Içel, rebatejada el 2002 com a província de Mersin.

## Personatges
El filòsof estoic Antípater i l'apòstol Pau van néixer a Tars.